# IX Legislatura da Terceira República Portuguesa
A IX Legislatura foi a legislatura da Assembleia da República de Portugal, resultante das eleições legislativas de 17 de março de 2002. A primeira sessão legislativa decorreu no dia 4 de abril e João Bosco Mota Amaral foi eleito presidente da Assembleia da República a 10 de abril. Os trabalhos da IX legislatura terminaram a 9 de março de 2005, devido à dissolução da Assembleia da República pelo Presidente da República.

Mota Amaral, presidente da Assembleia da República durante a IX Legislatura
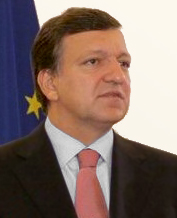
José Manuel Durão Barroso, primeiro-ministro do XV Governo
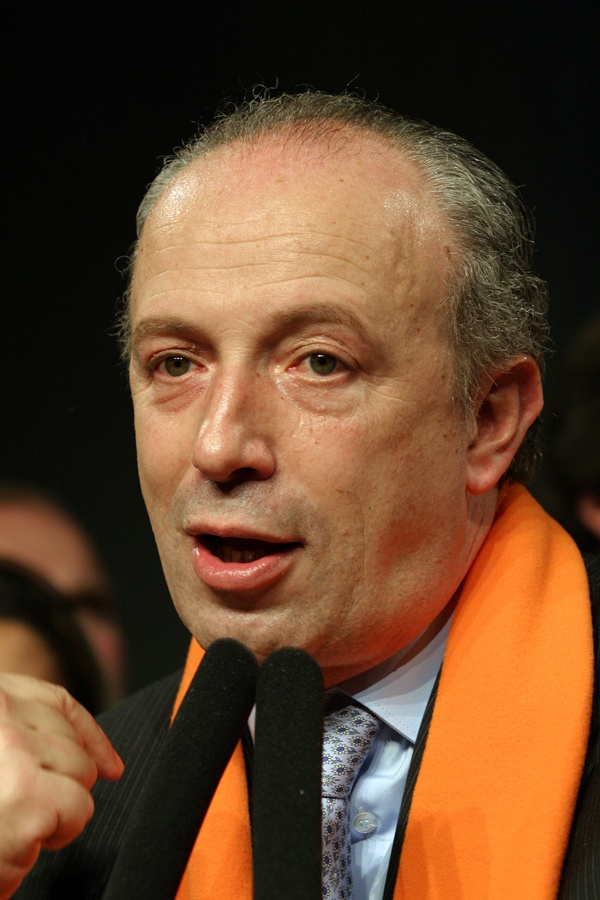
Pedro Santana Lopes, primeiro-ministro do XVI Governo

## Sessões Legislativas
- 1.ª sessão legislativa - 05/04/2002 a 14/09/2003
  - O XV Governo Constitucional tomou posse a 6 de abril de 2002.
- 2.ª sessão legislativa - 15/09/2003 a 14/09/2004
  - O XVI Governo Constitucional tomou posse a 17 de julho de 2004.
- 3.ª sessão legislativa - 15/09/2004 a 09/03/2005 (dissolução da Assembleia da República)

## Composição da Assembleia da República[1]
|                                      |                                |           |           |             |
| Partidos                             | Partidos                       | Deputados | Votos     | Percentagem |
| Partido Social Democrata             | Partido Social Democrata       | 105       | 2 200 765 | 40,21%      |
| Partido Socialista                   | Partido Socialista             | 96        | 2 068 584 | 37,76%      |
| CDS – Partido Popular                | CDS – Partido Popular          | 14        | 477 350   | 8,72%       |
| CDU – Coligação Democrática Unitária | Partido Comunista Português    | 10        | 379 670   | 6,94%       |
| CDU – Coligação Democrática Unitária | Partido Ecologista “Os Verdes” | 2         | 379 670   | 6,94%       |
| Bloco de Esquerda                    | Bloco de Esquerda              | 3         | 149 966   | 2,74%       |